# Federació Internacional de Jueus Messiànics
La Federació Internacional de Jueus Messiànics (FIJM), és una organització internacional religiosa jueva messiànica, que fou creada pel rabí Haim Levi, en 1978. En aquell any, es va establir una de les primeres sinagogues messiàniques dels Estats Units, així com l'Institut jueu messiànic Etz Haim (l'arbre de la vida) a on es podia portar a rabins messiànics procedents d'altres països, per a ser entrenats. Aquesta organització, igual que les altres congregacions messiàniques, no és considerada una congregació jueva, per part de les branques majoritàries del judaisme mundial, ni per part del rabinat ortodox de l'Estat d'Israel.